# Drepanorhina shelfordi
Drepanorhina shelfordi là một loài bướm đêm trong họ Erebidae.